# Tony Gaze
Frederick Anthony Owen Gaze (Prahran, 1920. február 3. – Geelong, 2013. július 29.) ausztrál II. világháborús vadászpilóta és autóversenyző. Ausztrália első Formula–1-es pilótája.

## Pályafutása

### Vadászpilótaként
A második világháború kitörésekor cambridge-i tanuló volt, s nem sokkal később csatlakozott a brit légierőhöz. Első bevetésére 1941 márciusában került sor a Csatorna környékén a 610. rajhoz vele együtt csatlakozó testvére még abban a hónapban meghalt egy bevetésen. Egy ideig pilótainstruktorként is szolgált, majd a harctérre visszatérve egy ízben le is lőtték a gépét, de sikerült kényszerleszállást végrehajtania, és megmenekülni az ellenséges területről. Gaze-t többször is kitüntették, összesen 12,5 győzelmet szerzett a háború során, és ő volt az első ausztrál, aki beülhetett a Gloster Meteorba, az első brit sugárhajtású vadászgépbe.

### A Formula–1-ben
1952-ben egy HWM volánja mögött rajthoz állt a belga nagydíjon, ezzel ő lett a kontinensnyi ország első Formula–1-es pilótája, aki világbajnoki futamon rajthoz állhatott. Nagy sikereket nem ért el a gyenge autóval, spái debütálásán 16. lett az időmérőn a 22 indulóból, a futamon pedig utolsó célba érőként 6 kör hátránnyal intették le. Még három hétvégén vett részt abban az évben, de célba nem tudott érni többet.

### A Formula–1 után
Gaze később nem próbálkozott a világbajnoksággal, de így is több említésre méltó mozzanatot kiemelhetünk karrierjéből. Az 1956-os Le Mans-i 24 órás versenyen is részt vett Richard Stooppal, de kiestek. Részt vett a goodwoodi versenypálya létrehozásában, alapító tagja volt a többek közt az ifjú Jack Brabhamet is foglalkoztató rövid életű ausztrál versenyistállónak, a Kangaroo Stable-nek, s a repüléstől sem szakadt el teljesen, 1960-ban például részt vett a vitorlázók világbajnokságán.
2006-ban magas állami kitüntetést kapott a motorsport terén végzett tevékenységéért, majd 2013 nyarán, 93 esztendős korában hunyt el a Victoria állambeli Geelongban, ahol iskolaéveit töltötte.

## Eredményei

### Teljes Formula–1-es eredménysorozata
(Táblázat értelmezése)

(Félkövér: pole-pozícióból indult; dőlt: leggyorsabb kört futott) 

| Év   | Csapat    | Modell | Motor           | 1   | 2   | 3      | 4   | 5      | 6      | 7   | 8      | Helyezés | Pont |
| ---- | --------- | ------ | --------------- | --- | --- | ------ | --- | ------ | ------ | --- | ------ | -------- | ---- |
| 1952 | Tony Gaze | HWM    | Alta Straight-4 | SUI | 500 | BEL 15 | FRA | GBR Ki | GER Ki | NED | ITA ni | NC       | 0    |

### Le Mans-i 24 órás autóverseny
| Év   | Csapat                          | Autó                | Csapattárs    | Helyezés |
| ---- | ------------------------------- | ------------------- | ------------- | -------- |
| 1956 | UK Automobiles Frazer Nash Ltd. | Frazer Nash Sebring | Richard Stoop | Kiesett  |